# Арарат
Арара́т (вірм. Արարատ, курд. Çiyayê, тур. Ağrı Dağı), інколи Масіс (вірм. Մասիս) — згаслий вулкан на Вірменському нагір'ї. Розташований у Туреччині, на березі р. Араксу, поблизу кордону з Вірменією. Національний символ Вірменії. Має 2 вулканічні конуси: Великий Арарат — висота 5137 м і Малий Арарат — 3896 м, утворені базальтами. Вершина першого вкрита снігом. Є льодовики.

## Історія

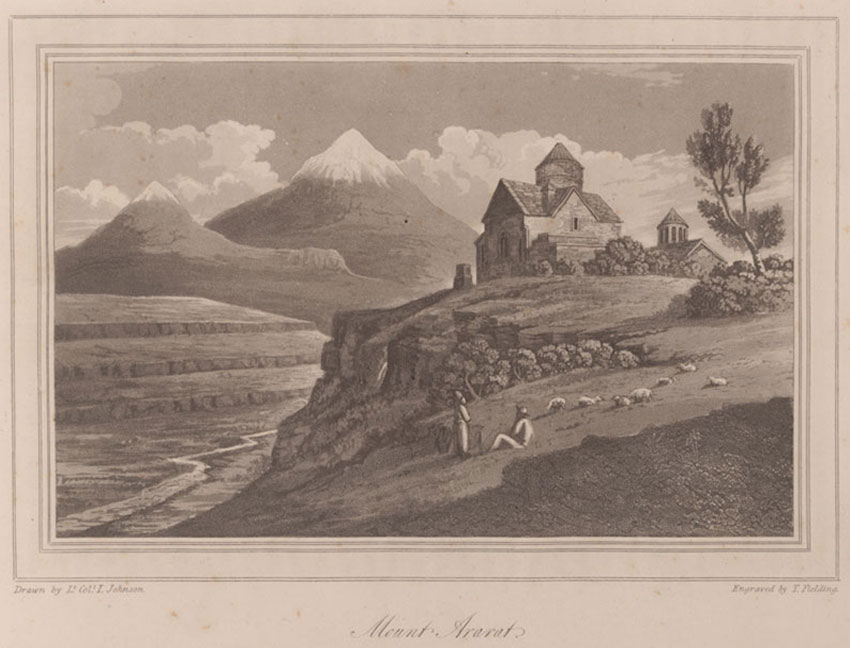
Краєвиди гори Арарат. Ілюстрація з книги Джона Джонсона «Подорож з Індії до Англії через Персію, Грузію, Росію, Польщу та Пруссію у рік 1817-й».

Згідно біблійної оповіді, на Арараті зупинився ковчег (судно) «праведника Ноя», що єдиний зі своєю родиною та представниками всього тваринного світу врятувався від «всесвітнього потопу». Однак в біблійні часи та довгий час і пізніше Араратом звалася місцевість Вірменського Тавру та південна околиця Вірменського нагір'я в цілому. Ще Мовсес Хоренаці використовує назву Арарат саме в такому значенні, а гору, яку зараз так йменують називає Масісом.

## Походження назви

Візуалізація ландшафту вулкана Арарат Вірменського нагір'я в Турецькій Республіці

Назву «Арарат» дали масиву та його складовим європейці, і в XIX столітті ця назва була усталеною серед європейських географів. Джеймс Брайс 1876 року зазначав у подорожніх нотатках, що місцевим народам (вірменам, туркам, татарам та персам) Арарат не відомий під такою назвою, жоден з корінних народів традиційно не називає гору цим іменем. У класичній античності, особливо в «Географії» Страбона, вершини Арарату були відомі в давньогрецькій мові як: Ἄβος (Abos) та Νίβαρος (Nibaros).
Згідно з енциклопедією Іраніка назву «Арарат» дали на основі біблійного переказу про Ноїв ковчег: оскільки Арарат є найвищою вершиною регіону, то, на думку європейців, Ноїв ковчег повинен був пристати саме до неї. Роберт Томсон пояснює походження назви гори від назви провінції Айрарат. Загалом топонім «Арарат» походить від ассирійської назви держави та народу Урарту.

### Місцеві назви Арарату
- традиційна вірменська назва Арарату — Масіс (вірм. Մասիս). На думку Новосельцева, «Масіс» має іранське походження, і означає «великий», в сенсі найвища (гора), оскільки перською «Масістія» — «найбільший»[14]. Вірменська народна етимологія, що наводиться Мовсеса Хоренаці в «Історії Вірменії», зводить «Масис» до імені легендарного вірменського царя Амасії. На думку Джеймса Рассела, назва гори в народній етимології походить від назви міста Амасья.[15]
- турецька назва Арарату — Агридаг або Агри-Даг (тур. Ağrı Dağı), «крива гора»[13] або «гора болю» (від тур. Ağrı — «біль, скорбота»[14]). На думку Джеймса Рассела, тур. Ağrı споріднено тур. ağir — «важкий» і є перекладом середньоіранського *masi-[15].
- перська назва Арарату — Кухі-Нух (перс. کوه نوح), «гора Ноя».
- арабська назва Арарату — Джабал-аль-Харет (Jabal al-Ḥāreṯ), «гора орача»[11].
- курдська назва Арарату — Грідах.

## Галерея

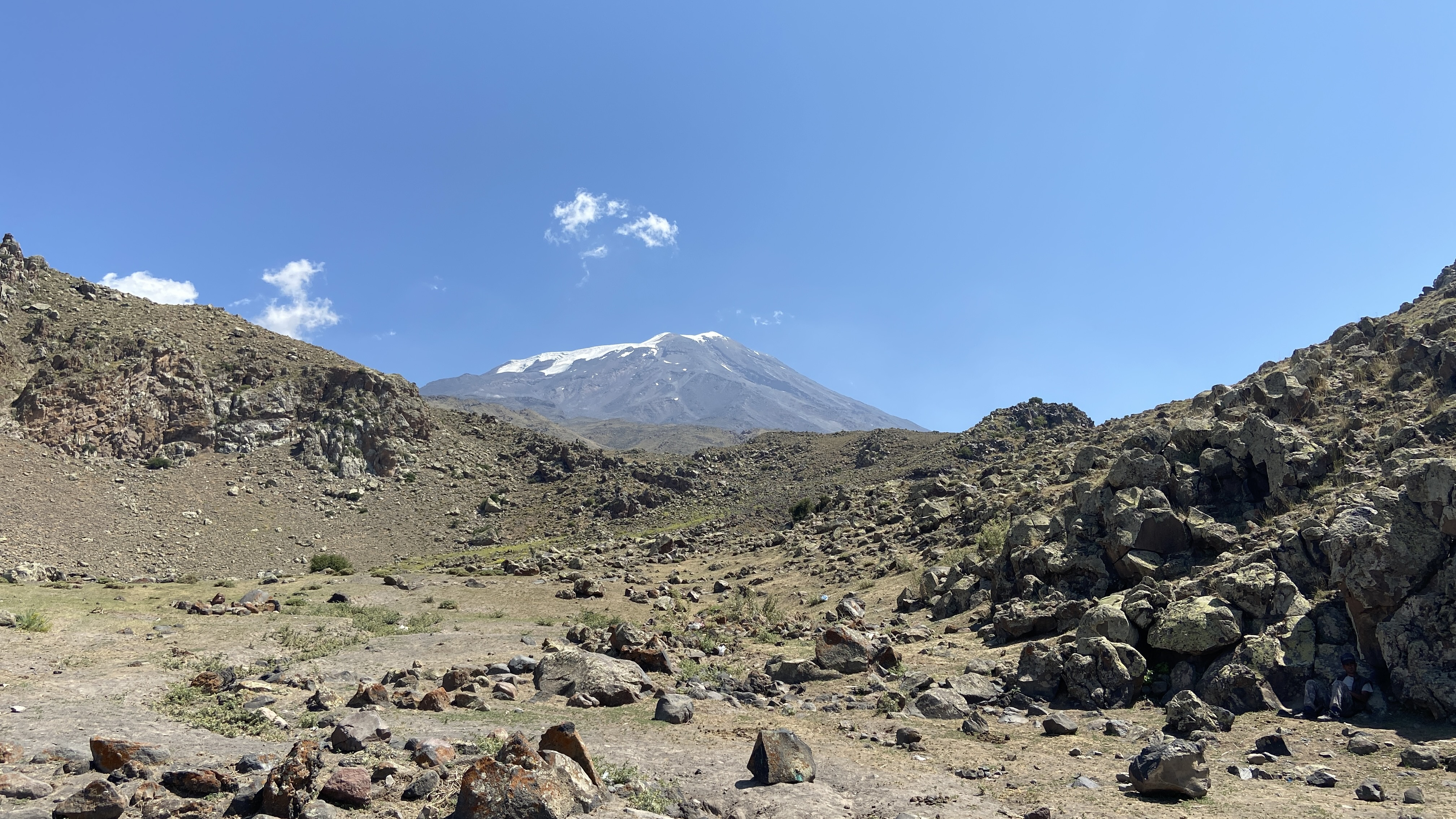
Перед початком сходження
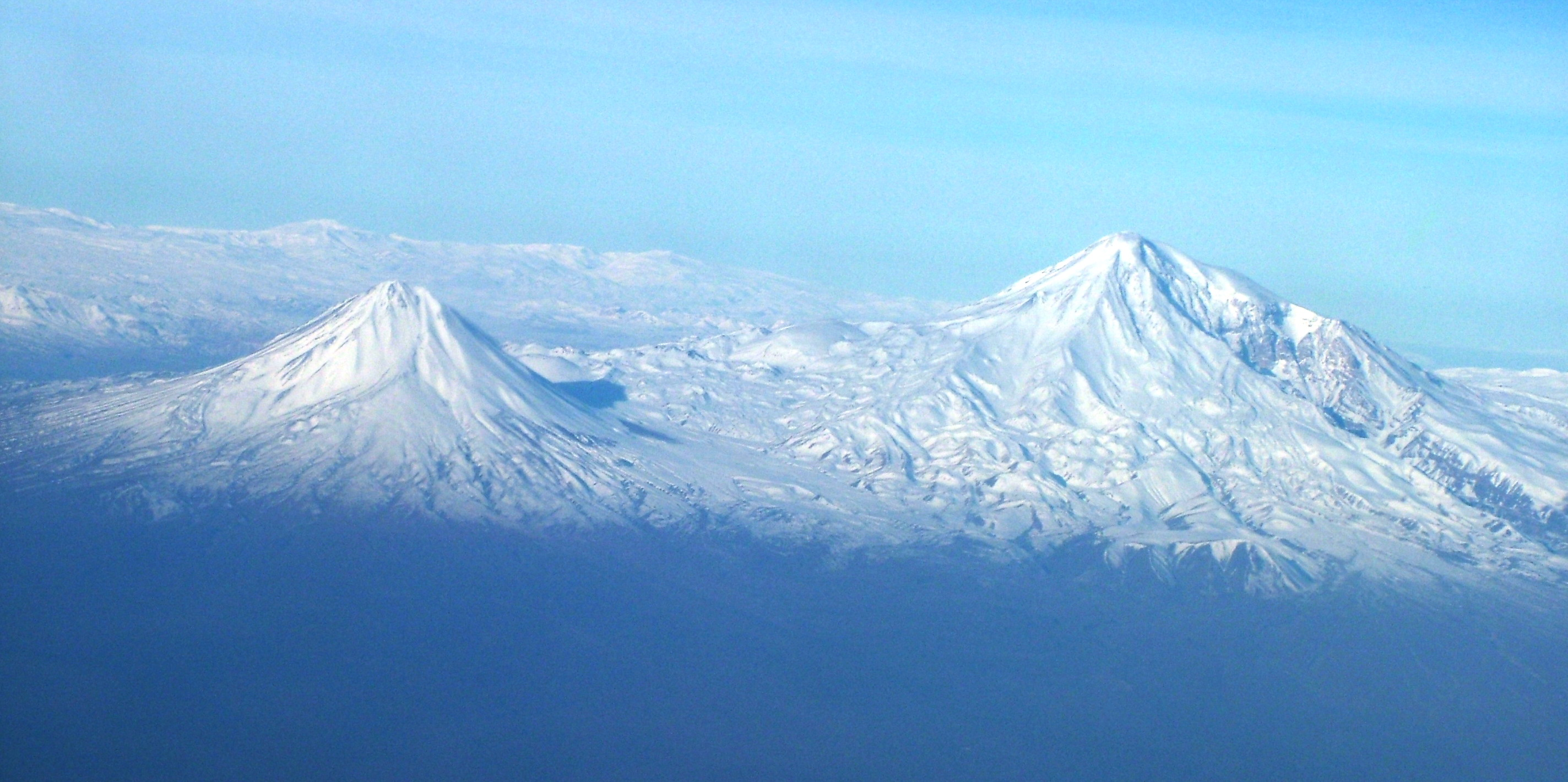
Вид на Арарат
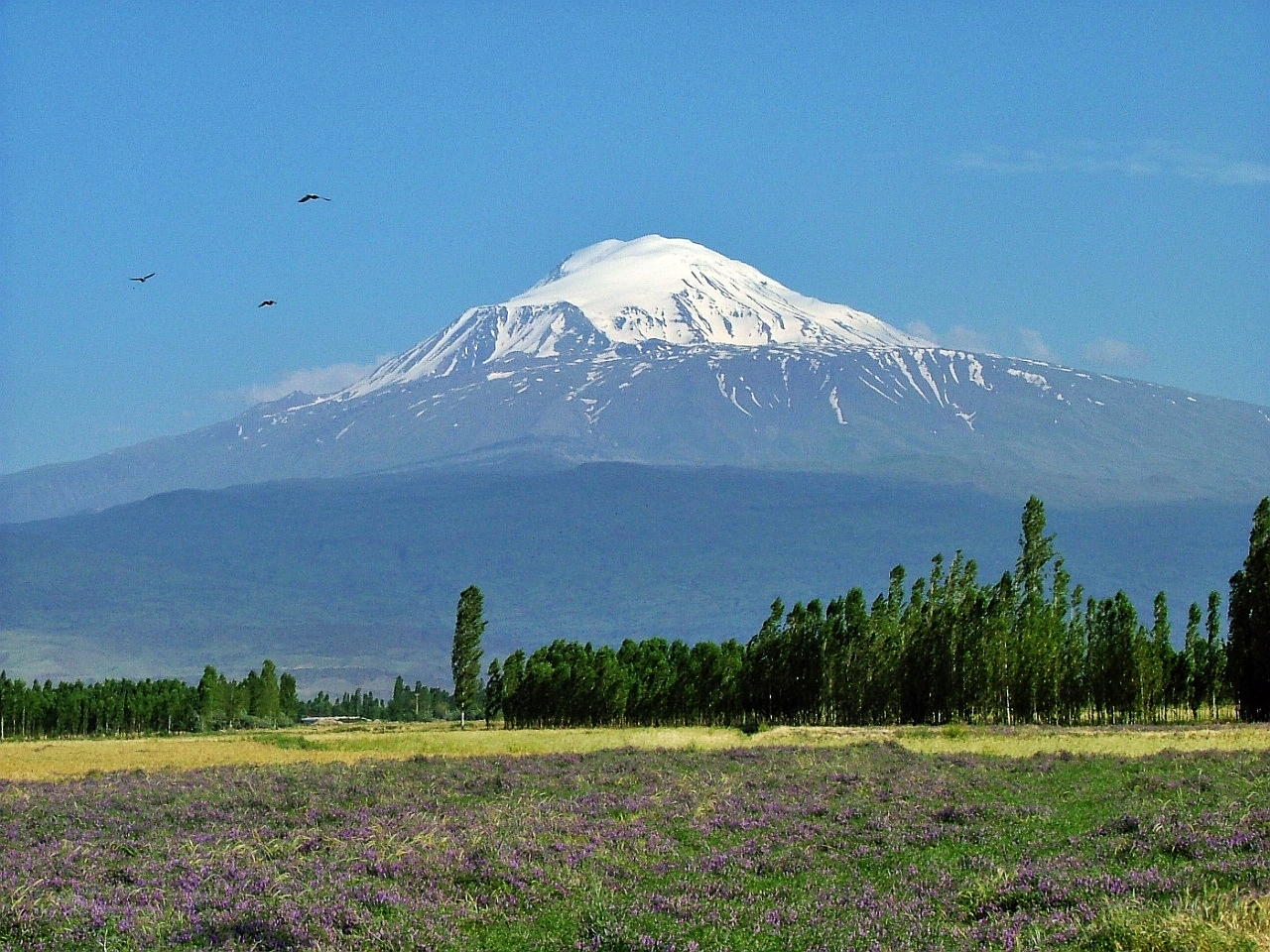
Великий Арарат
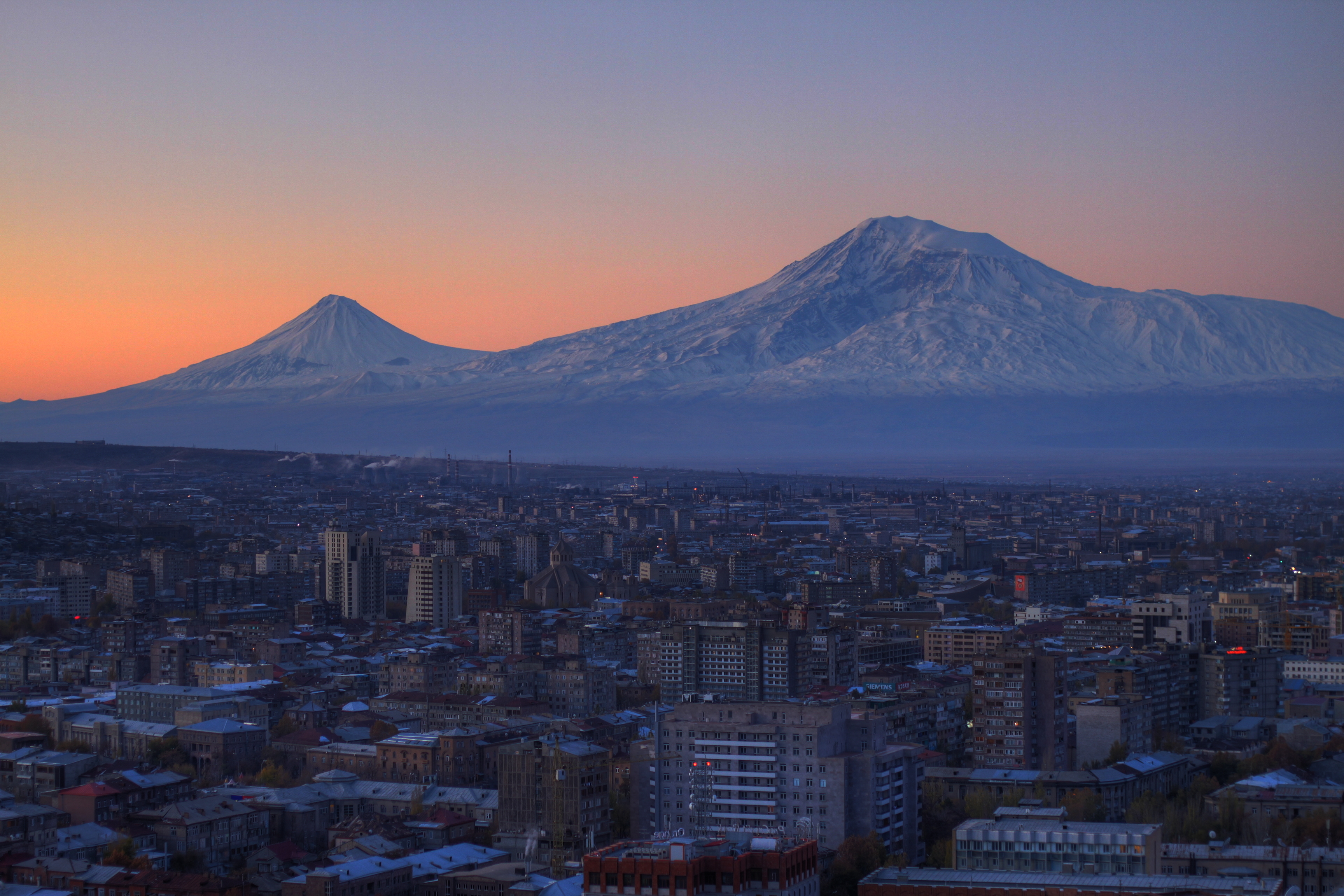
Вид на Арарат
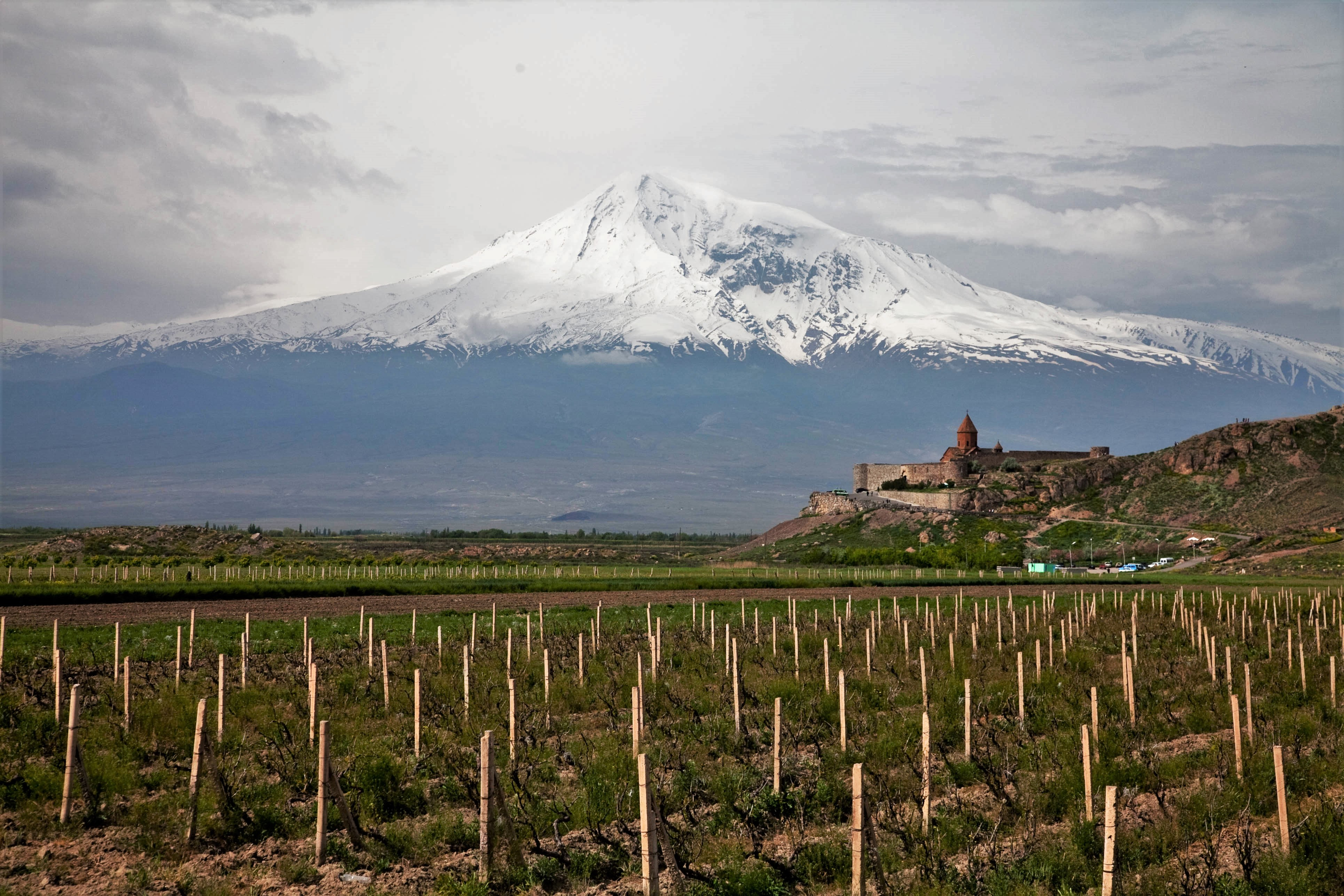
Арарат та монастир Хор Вірап

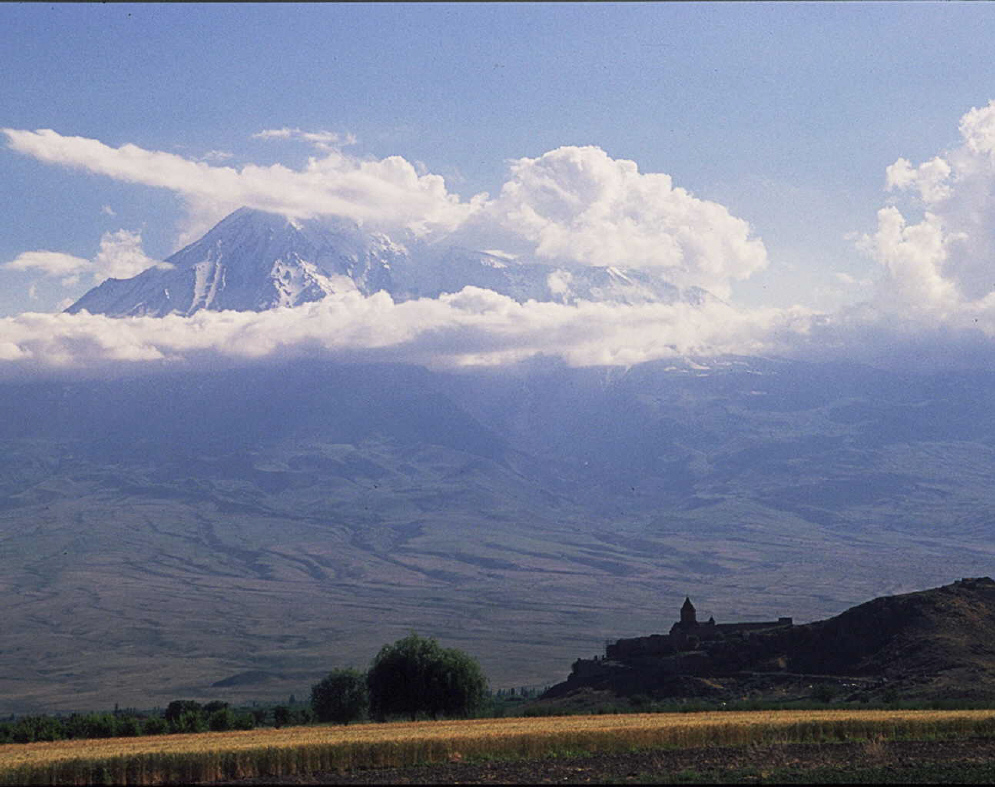
Вигляд Арарату з монастиря Хор Вірап
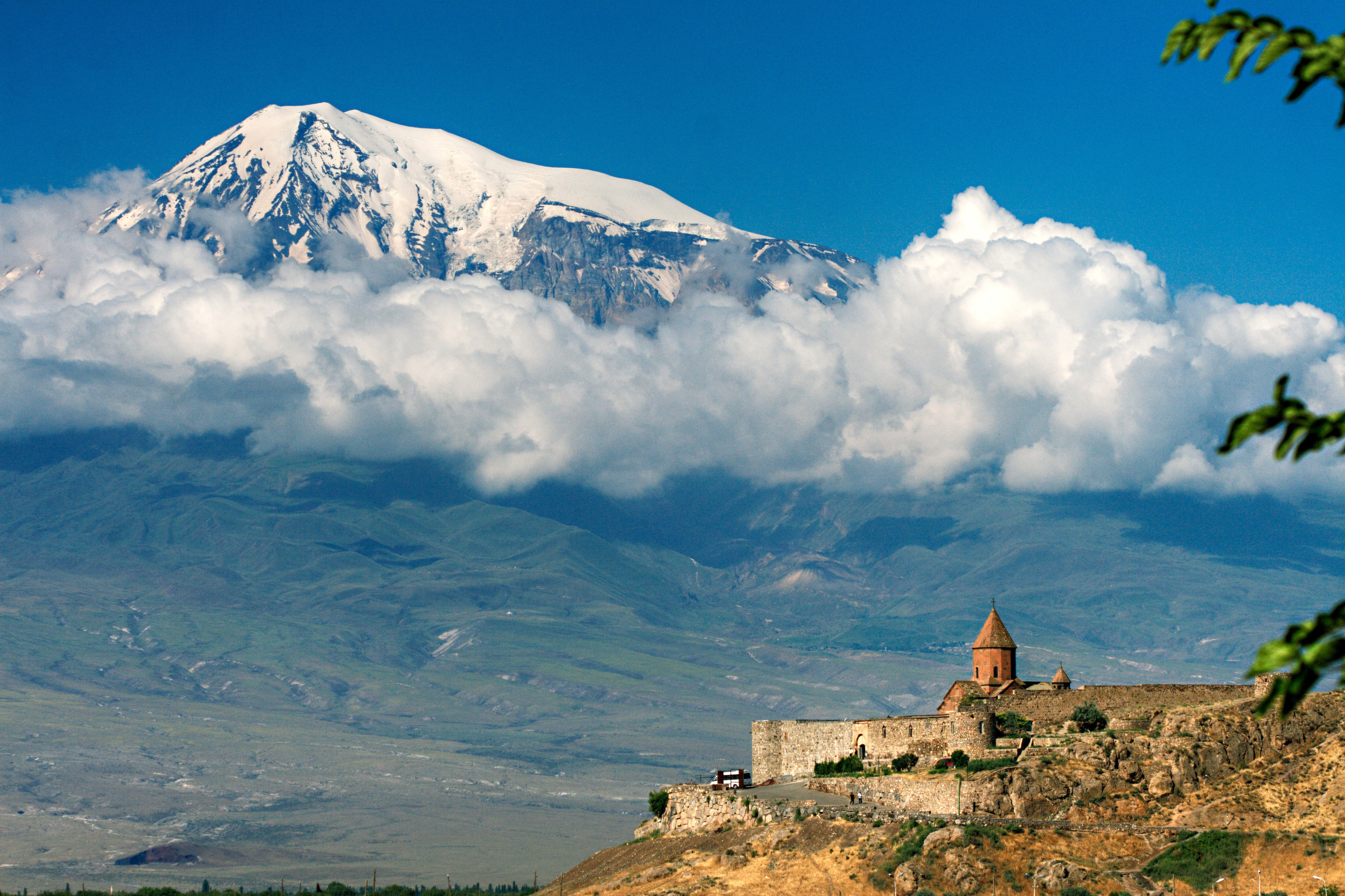
Арарат — вірменська священна гора
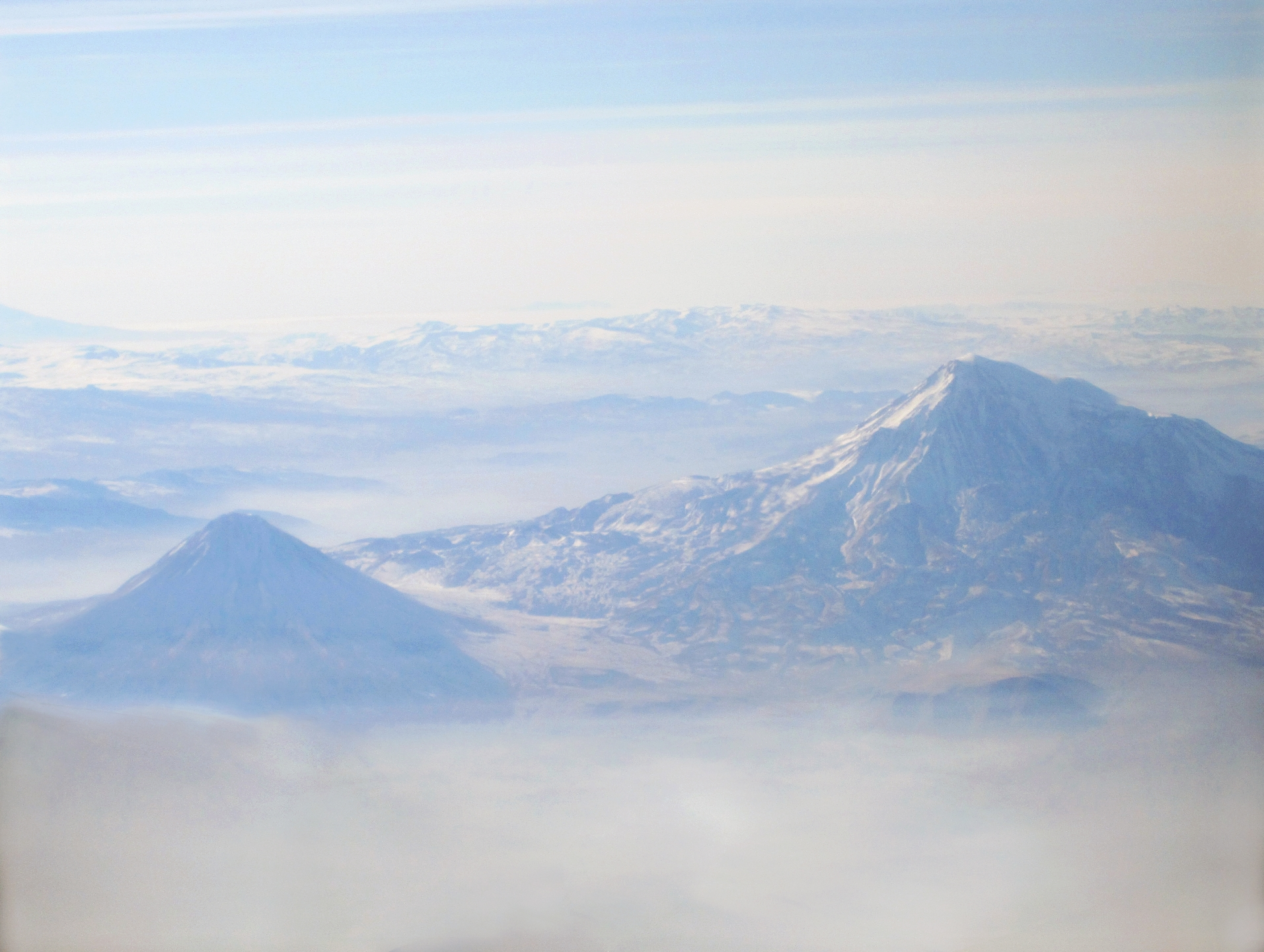
Вид з літака
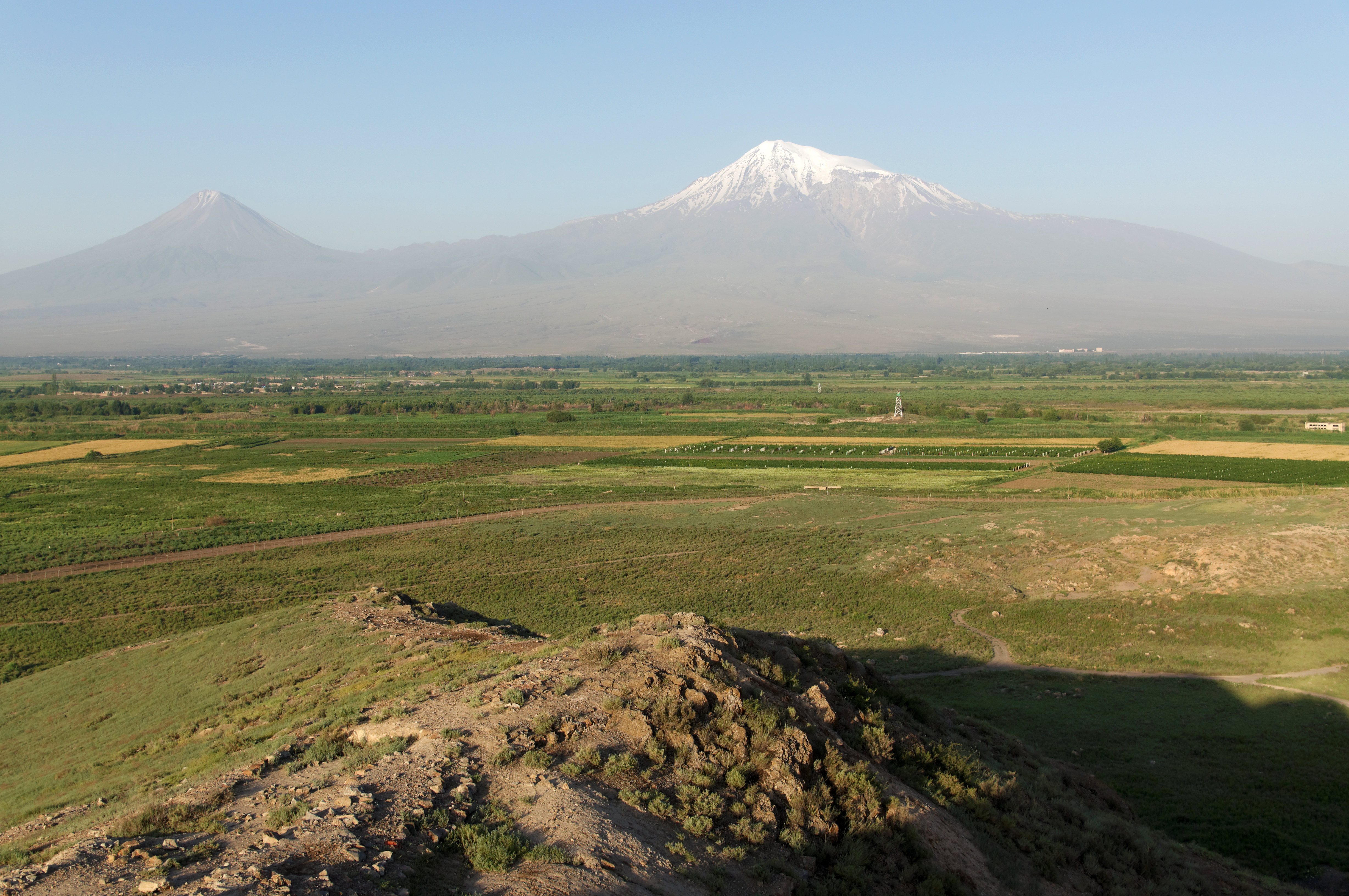
Вид з монастиря Хор Вірап

## Нотатки
1. ↑  Страбон, Географія, XI.14.2 and XI.14.14.[7] They are also transliterated as Abus and Nibarus.[8] Abos and Nibaros are the two peaks of Ararat according to scholars such as Микола Адонц,[7] Володимир Мінорський[9], Юлій Фюрст[10]